# Ciro (football)
Pour les articles homonymes, voir Ciro (homonymie).
Ciro Henrique Alves Ferreira e Silva, né le 18 avril 1989, est un footballeur brésilien. Il joue au poste d'attaquant avec l'équipe indonésienne de Persib Bandung.

## Biographie

### En club
Ciro commence le football dans le club de sa ville d'origine le Salgueiro Atlético Clube en 2004 il est alors âgé de 14 ans mais rapidement il est recruté en 2006 pour jouer chez les jeunes du Sport Club do Recife jusqu'en 2008.
Il participe à son premier match en Série A contre Ipatinga Futebol Clube (3-1) le 31 juillet 2008 en rentrant à la 64e minute à la place de son compatriote Enílton Menezes de Miranda, lors de ce match il inscrit même un but à la 89e minute.
Pour sa première saison professionnelle il inscrit 4 buts en 9 apparitions ce qui reste impressionnant pour un joueur de son âge.
Il fait également sa première apparition en Copa Libertadores 2009 contre le club chilien de Colo Colo il marque un but et délivre une passe décisive.
Le 20 mai 2011, il est prêté dans le club de Fluminense FC afin de jouer en Série A.

### En équipe nationale
En 2009, Ciro participe à la Coupe du monde des moins de 20 ans en Égypte, sa première convocation en équipe nationale il y dispute deux matchs pour inscrire un but contre l'Australie. Mais il échoue avec son équipe en finale aux tirs au but contre le Ghana où il ne rentra pas en jeu.

## Palmarès

### En sélection nationale
- Brésil - 20 ans
  - Coupe du monde - 20 ans
    - Finaliste : 2009.

### En club
- Sport Club do Recife
  - Championnat du Pernambouc
    - Vainqueur : 2009 et 2010.
    - Finaliste : 2011.

### Distinction personnelle
2010 : Meilleur buteur du Championnat du Pernambouc.

## Carrière
| Saison | Club                 | Pays    | Championnat         | Coupe nationale | Coupe continentale    | Sélection Brésil |
| ------ | -------------------- | ------- | ------------------- | --------------- | --------------------- | ---------------- |
| 2008   | Sport Club do Recife | Série A | 9 matchs / 4 buts   | -               | -                     | -                |
| 2009   | Sport Club do Recife | Série A | 16 matchs           | -               | 6 matchs / 1 but (CL) | -                |
| 2010   | Sport Club do Recife | Série B | 32 matchs / 16 buts | -               | -                     | -                |
| 2011   | Sport Club do Recife | Série B | -                   | -               | -                     | -                |
| 2011   | Fluminense FC        | Série A | -                   | -               | -                     | -                |

Dernière mise à jour le 13 juin 2011